# Кубок Румунії з футболу 2006—2007
Кубок Румунії з футболу 2006—2007 — 69-й розіграш кубкового футбольного турніру в Румунії. Титул вдруге поспіль здобув Рапід (Бухарест).

## 1/16 фіналу
| Команда 1                | Рахунок      | Команда 2                      |
| ------------------------ | ------------ | ------------------------------ |
| 24 вересня 2006          |              |                                |
| Фарул (Констанца)        | 4:1          | Глорія (Бузеу) (2)             |
| Сомешул (Сату-Маре) (3)  | 0:4          | ЧФР (Клуж-Напока)              |
| Динамо (Бухарест)        | 3:1          | Фарул-2 (Констанца) (3)        |
| Націонал (Бухарест)      | 2:1          | Бакеу (2)                      |
| Уніря (Урзічень)         | 2:1 дч       | Ювентус (Бухарест) (3)         |
| Уніря (Алба-Юлія) (2)    | 0:0 пен. 4:2 | Васлуй                         |
| Пандурій                 | 0:0 пен. 4:3 | Джиул (Петрошань)              |
| 25 вересня 2006          |              |                                |
| Корвінул (Хунедоара) (2) | 1:5 дч       | Оцелул                         |
| Глорія (Бистриця)        | 1:1 пен. 3:5 | Каракал (2)                    |
| Політехніка (Тімішоара)  | 3:1          | Політехніка-2 (Тімішоара) (2)  |
| УТА (Арад)               | 4:1 дч       | Отопень (2)                    |
| Арджеш                   | 1:0          | Бакеу-2 (3)                    |
| Чахлеул                  | 1:2          | Університатя (Крайова)         |
| Політехніка (Ясси)       | 2:1          | Університатя (Клуж-Напока) (2) |
| Рапід (Бухарест)         | 4:0          | Римніку-Вилча (2)              |
| Стяуа                    | 3:0          | Форекс (Брашов) (2)            |

## 1/8 фіналу
| Команда 1               | Рахунок | Команда 2              |
| ----------------------- | ------- | ---------------------- |
| 7 листопада 2006        |         |                        |
| Націонал (Бухарест)     | 3:2 дч  | Каракал (2)            |
| УТА (Арад)              | 0:2     | Арджеш                 |
| 8 листопада 2006        |         |                        |
| Політехніка (Ясси)      | 1:0     | Фарул (Констанца)      |
| Пандурій                | 1:0 дч  | Динамо (Бухарест)      |
| Політехніка (Тімішоара) | 2:0     | ЧФР (Клуж-Напока)      |
| Уніря (Урзічень)        | 1:2     | Оцелул                 |
| Рапід (Бухарест)        | 1:0     | Університатя (Крайова) |
| 9 листопада 2006        |         |                        |
| Стяуа                   | 2:1     | Уніря (Алба-Юлія) (2)  |

## 1/4 фіналу
| Команда 1               | Рахунок      | Команда 2           |
| ----------------------- | ------------ | ------------------- |
| 28 лютого 2007          |              |                     |
| Пандурій                | 3:2 дч       | Націонал (Бухарест) |
| Політехніка (Тімішоара) | 2:1          | Політехніка (Ясси)  |
| Рапід (Бухарест)        | 2:0 дч       | Арджеш              |
| 1 березня 2007          |              |                     |
| Стяуа                   | 3:3 пен. 5:4 | Оцелул              |

## 1/2 фіналу
| Команда 1               | Рахунок | Команда 2 |
| ----------------------- | ------- | --------- |
| 18 квітня 2007          |         |           |
| Політехніка (Тімішоара) | 1:0     | Стяуа     |
| 19 квітня 2007          |         |           |
| Рапід (Бухарест)        | 2:0     | Пандурій  |

## Фінал
| 26 травня 2007 20:30 (EEST) |

| Рапід (Бухарест)  | 2:0      | Політехніка (Тімішоара) |
| ----------------- | -------- | ----------------------- |
| Буга 15' Зіку 48' | Протокол |                         |

| Дан Пелтінішану, Тімішоара Глядачів: 40 000 Арбітр: Аугустус Константін |